# Edwin Kempes
Pour les articles homonymes, voir Kempes.
Edwin Kempes, né le 23 juin 1976 à Amsterdam, est un joueur de tennis néerlandais, professionnel entre 1995 et 2005.

## Carrière
Il a remporté 3 tournois Challenger en simple : Eisenach et Montauban en 1998 et Budapest en 2000. En double, il a totalise 9 titres entre 1997 et 2003.
Sur le circuit ATP, il a atteint les demi-finales à Amsterdam en 2000 et les quarts à Delray Beach et Shanghai en 2001.
Il a été sélectionné au sein de l'Équipe des Pays-Bas lors de la Coupe Davis 2002. Il perd le premier simple contre Sébastien Grosjean et remporte le dernier sans enjeu contre Arnaud Clément.

## Palmarès

### Finale en double messieurs
| No | Date       | Nom et lieu du tournoi | Catégorie   | Dotation  | Surface      | Vainqueurs                      | Partenaire             | Score         |  |
| -- | ---------- | ---------------------- | ----------- | --------- | ------------ | ------------------------------- | ---------------------- | ------------- |  |
| 1  | 17-07-2000 | Dutch Open Amsterdam   | Int' Series | 375 000 $ | Terre (ext.) | Sergio Roitman Andrés Schneiter | Dennis van Scheppingen | 4-6, 6-4, 6-1 |  |

## Parcours dans les tournois duGrand Chelem

### En simple
| Année | Open d'Australie | Open d'Australie | Internationaux de France | Internationaux de France | Wimbledon       | Wimbledon     | US Open         | US Open      |
| ----- | ---------------- | ---------------- | ------------------------ | ------------------------ | --------------- | ------------- | --------------- | ------------ |
| 1999  | 1er tour (1/64)  | A. Ilie          | —                        | —                        | —               | —             | —               | —            |
| 2001  | —                | —                | —                        | —                        | 1er tour (1/64) | Y. El Aynaoui | 1er tour (1/64) | A. Sá        |
| 2002  | —                | —                | —                        | —                        | —               | —             | 1er tour (1/64) | J. Gimelstob |

N.B. : à droite du résultat se trouve le nom de l'ultime adversaire.

### En double
| Année | Open d'Australie           | Open d'Australie    | Internationaux de France | Internationaux de France | Wimbledon | Wimbledon | US Open | US Open |
| ----- | -------------------------- | ------------------- | ------------------------ | ------------------------ | --------- | --------- | ------- | ------- |
| 1999  | 1er tour (1/32) P. Wessels | M. Bhupathi L. Paes | —                        | —                        | —         | —         | —       | —       |

N.B. : le nom du ou de la partenaire se trouve sous le résultat ; le nom des ultimes adversaires se trouve à droite.

## Parcours dans lesMasters 1000
| Année | Indian Wells | Miami                 | Monte-Carlo | Rome | Hambourg | Canada | Cincinnati | Madrid | Paris |
| ----- | ------------ | --------------------- | ----------- | ---- | -------- | ------ | ---------- | ------ | ----- |
| 2001  | —            | 1er tour R. Schüttler | —           | —    | —        | —      | —          | —      | —     |

N.B. : sous le résultat se trouve le nom de l’ultime adversaire.